# The Lost Appetite
The Lost Appetite è un cortometraggio muto del 1917 diretto da Louis Chaudet.

## Produzione
Il film fu prodotto dalla Nestor Film Company e dall'Universal Film Manufacturing Company.

## Distribuzione
Distribuito dall'Universal Film Manufacturing Company, il film - un cortometraggio di una bobina - uscì nelle sale cinematografiche USA il 7 maggio 1917.